# Catoxyethira ombeensis
Catoxyethira ombeensis är en nattsländeart som beskrevs av Francois-Marie Gibon 1993. Catoxyethira ombeensis ingår i släktet Catoxyethira och familjen smånattsländor. Inga underarter finns listade i Catalogue of Life.